# Après moi le déluge (album)
Pour les articles homonymes, voir Après moi le déluge (homonymie).
 (mars 2017).
Si vous disposez d'ouvrages ou d'articles de référence ou si vous connaissez des sites web de qualité traitant du thème abordé ici, merci de compléter l'article en donnant les références utiles à sa vérifiabilité et en les liant à la section « Notes et références ».
Albums de Alex Beaupain
Pourquoi battait mon cœur
(2011) Les Gens dans l'enveloppe
(2015)
Singles
1. Grands soirs
Sortie : 21 janvier 2013
2. Après moi le déluge
Sortie : 1er mars 2013

Après moi le déluge est le quatrième album de chansons françaises d'Alex Beaupain, auteur-compositeur-interprète français, sorti en 2013.

## Liste des titres
Toutes les chansons sont écrites et composées par Alex Beaupain sauf Contre le vent (musique La Grande Sophie, Coule (musique Julien Clerc et Baiser tout le temps (paroles Christophe Honoré).
| 1.    | Je peux aimer pour deux  | 4:29 |
| 2.    | Après moi le déluge      | 3:19 |
| 3.    | Pacotille                | 3:42 |
| 4.    | Ça m'amuse plus          | 4:34 |
| 5.    | Vite                     | 3:40 |
| 6.    | Contre le vent           | 3:18 |
| 7.    | En quarantaine           | 2:56 |
| 8.    | Coule                    | 3:03 |
| 9.    | Grands soirs             | 5:06 |
| 10.   | Profondément superficiel | 3:25 |
| 11.   | Je suis un souvenir      | 6:21 |
| 12.   | Baiser tout le temps     | 3:03 |
| 46:56 |                          |      |